# Semiothisa s-signata
Semiothisa s-signata là một loài bướm đêm trong họ Geometridae.